# Trajekt (Zeitschrift, Klett-Cotta)
Trajekt, Untertitel Beiträge zur finnischen, finnlandschwedischen, lappischen, estnischen, lettischen und litauischen Literatur, ist ein zwischen 1981 und 1986 in sechs Bänden von Manfred Peter Hein am Verlag Klett-Cotta (Stuttgart) in Zusammenarbeit mit Otava (Helsinki) herausgegebenes Periodikum (ISSN 0359-0232) mit deutschsprachigen literarischen und literaturwissenschaftlichen Beiträgen, darunter Übersetzungen und Originaltexte.

## Inhalt und Geschichte
Der ursprüngliche Untertitel bis zum dritten Band war Beiträge zur finnischen, lappischen und estnischen Literatur. Das Jahrbuch (sowie eine parallele Buchreihe mit dem Titel Sammlung Trajekt) wurde von dem in Finnland wirkenden deutschen Schriftsteller und Übersetzer Manfred Peter Hein im Rahmen eines deutsch-finnischen Literaturprojekts entwickelt und herausgegeben. Partner waren das Europäische Übersetzer-Kollegium Straelen und das Institut für Nordische Philologie der Universität Köln. Ziel der Herausgabe war die Vermittlung der verschiedensprachigen Literaturen aus Finnland, später auch aus dem Baltikum, im deutschsprachigen Raum. Der Name nimmt Bezug auf die Eisenbahnfähren über die Ostsee als Trajekte zwischen den beiden Kulturkreisen.
Heines Ziel mit der Herausgabe war die kontinuierliche Vermittlung der „kleinen“ Literaturen Nordosteuropas in ihrer historisch gewachsenen Gesamtheit, für die ein Interesse zunächst geweckt werden musste das danach stetig durch literaturwissenschaftliche und literaturkritische Beiträge sowie durch solide Übersetzungen befriedigt werden sollte. Hein knüpfte dazu Kontakte zu Experten und Kennern der jeweiligen Sprachen und Literaturen, die als Redakteure und Übersetzer an den Herausgaben beteiligt waren, darunter Samuli Aikio, Andreas F. Kelletat, Pertti Lassila, Klaus-Jürgen Liedtke, Hans Peter Neureuter und Clas Zilliacus.